# Красноармейское (Самарская область)
Красноарме́йское — село в Самарской области. Административный центр Красноармейского района и сельского поселения Красноармейское.

## География
Село находится в месте слияния рек Большая Вязовка и Малая Вязовка, на расстоянии 35 км к юго-востоку от города Чапаевск и 53 км к югу от города Самара, административного центра области.

## История
Основано в XVIII веке. В 1965 году указом Президиума Верховного Совета РСФСР Колдыбанский район переименован в Красноармейский, а его административный центр село Колдыбань — в Красноармейское.

## Население
| 1959 | 1970  | 1979  | 1989  | 2002  | 2010  | 2021  |
| ---- | ----- | ----- | ----- | ----- | ----- | ----- |
| 2204 | ↗3290 | ↗4304 | ↗5401 | ↗5445 | ↘5344 | ↘4615 |

## Улицы
| - пер. Больничный, - ул. Восточная, - ул. Дальняя, - ул. Дачная, - ул. Западная, - ул. Заречная, - ул. Зелёная, - пер. Зерновой, - ул. Калинина, - ул. Кирова, | - пер. Комбайновый, - пер. Коммунальный, - пер. Кооперативный, - пер. Космонавтов, - ул. Ленина, - ул. Лесная, - ул. Луговая, - ул. М. Горького, - пер. Мелиораторов, - ул. Мира, | - пер. Молодёжный, - ул. Нагорная, - ул. Новая, - пер. Новый, - ул. Октябрьская, - ул. Первомайская, - пер. Победы, - ул. Полевая, - ул. Речная, - ул. Садовая, | - ул. Северная, - ул. Степная, - ул. Строителей, - ул. Ульяновская, - ул. Центральная, - ул. Чапаева, - пер. Школьный, - ул. Шоссейная, - ул. Энергетиков, - пер. Южный. |

## Транспорт
Через село проходит автодорога Самара — Пестравка, в селе от неё отходят дороги к посёлку Кировский и к Яблоновому Оврагу.